# Ceylonmaskeneule
Die Ceylonmaskeneule (Phodilus assimilis) auch Sri-Lanka-Maskeneule ist eine Art aus der Familie der Schleiereulen. Sie kommt nur in Südostasien vor. Die Art wird gelegentlich als Unterart der Maskeneule geführt. Der Ornithologe Claus König räumt ihr Artstatus ein, da sich ihre Lautäußerungen auffällig von denen der Maskeneule unterscheiden.

## Merkmale
Die Ceylonmaskeneule erreicht eine Körperlänge von 29 Zentimetern. Sie weist eine große Ähnlichkeit zur Maskeneule auf, ist jedoch auf der Körperoberseite dunkler und brauner. Die Körperoberseite ist dicht weiß und schwarz gefleckt. Die Flügel und der Schwanz weisen auffällige Querstreifen auf. Der Gesichtsschleier ist herzförmig und rosafarben überwaschen. 
Das Verbreitungsgebiet der Ceylonmaskeneule ist der äußerste Südwesten des indischen Subkontinents sowie der Süden Sri Lankas. Sie ist ein Standvogel, der bevorzugt in Feuchtgebieten vorkommt und immergrüne Wälder und Mangroven besiedelt. Ihre Höhenverbreitung reicht von Tiefebenen bis in Höhenlagen von 1.200 Meter über NN. Die Lebensweise weist große Ähnlichkeit zur Maskeneule auf. Die Art brütet bevorzugt in Baumhöhlen. Das Gelege besteht aus zwei bis drei weißen Eiern. 

## Belege

### Einzelbelege
1. ↑   König et al., S. 233
2. ↑   König et al., S. 233
3. ↑   König et al., S. 232